# Брентон (Західна Вірджинія)
Брентон (англ. Brenton) — переписна місцевість (CDP) в США, в окрузі Вайомінг штату Західна Вірджинія. Населення — 194 особи (2020).

## Географія
Брентон розташований за координатами 37°36′5″ пн. ш. 81°38′11″ зх. д. / 37.60139° пн. ш. 81.63639° зх. д. (37.601374, -81.636311).  За даними Бюро перепису населення США в 2010 році переписна місцевість мала площу 1,66 км², з яких 1,63 км² — суходіл та 0,03 км² — водойми.

## Демографія
Згідно з переписом 2010 року, у переписній місцевості мешкало 249 осіб у 108 домогосподарствах у складі 70 родин. Густота населення становила 150 осіб/км².  Було 123 помешкання (74/км²).
Расовий склад населення:
| - 96,4 % — білих |

До двох чи більше рас належало 3,2 %. Частка іспаномовних становила 0,4 % від усіх жителів.
За віковим діапазоном населення розподілялося таким чином: 21,3 % — особи молодші 18 років, 61,4 % — особи у віці 18—64 років, 17,3 % — особи у віці 65 років та старші. Медіана віку мешканця становила 47,6 року. На 100 осіб жіночої статі у переписній місцевості припадало 99,2 чоловіків;  на 100 жінок у віці від 18 років та старших — 98,0 чоловіків також старших 18 років.
За межею бідності перебувало 74,9 % осіб, у тому числі 100,0 % дітей у віці до 18 років та 45,0 % осіб у віці 65 років та старших.
Цивільне працевлаштоване населення становило 10 осіб. Основні галузі зайнятості: транспорт — 100,0 %.